# 別世界物語
『別世界物語』（べっせかいものがたり、英：Space Trilogy）とはC・S・ルイスが1938年から1945年にかけて発表した幻想小説。
正式なシリーズ名が無いため、海外では他にも "Cosmic Trilogy " や "Ransom Trilogy " 等様々に呼ばれている。

## 概要
内容と世界観はファンタジーともSFとも言い難い内容で、ルイスのキリスト教的価値観が最も色濃く出た作品。デイヴィッド・リンゼイの『アルクトゥールスへの旅』とH・G・ウェルズの『月世界最初の人間』から影響を受けている。
一作目『マラカンドラ』と二作目『ペレランドラ』はそれぞれファンタジックに描かれた火星と金星が舞台で、主人公のランサムが著者（語り手）に体験談を話す形式。三作目の『サルカンドラ』はイギリスの片田舎が舞台で、一般的な三人称小説となっている。
古太陽系語（太陽系の各惑星の言語の共通祖語）など、言語学者であった著者によるアイディアが数多く練り込まれている。

## 主要登場人物
- エルウィン・ランサム - 『マラカンドラ』および『ペレランドラ』の主人公。『サルカンドラ』でも重要人物として登場する。ケンブリッジの大学に勤める言語学教授で、火星などの異なる世界の住民と出会っても言語学的な分析でその言語を解析し、意思を疎通することができる。
- ウェストン博士 - 天才的だが傲慢で冷酷な物理学者。
- ディック・ディヴァイン - ウェストンの信奉者。ランサムの元同級生。『サルカンドラ』で再登場する。
- 女王-金星の海を浮遊する浮島で動物たちと暮らしている。
- マーク・ゲインズビー・スタッドドック - 社会学者。『サルカンドラ』の主人公のうち一人。
- ジェーン・チューダー・スタッドドック - マークの妻。『サルカンドラ』の主人公のうち一人。
- フランソワ・アルカサン -  フランスの科学者。『サルカンドラ』で登場する。
- アンブロシウス・メルリヌス - アーサー王伝説で語られる魔術師マーリン。『サルカンドラ』で登場する。

## 用語
- エルディル - 神的なエネルギー存在
- オヤルサ - 各惑星に所在する神的存在
- マラカンドラ - 火星のこと
- ペレランドラ - 金星のこと
- サルカンドラ - 地球のこと
- 古太陽系語 - 太陽系の各惑星の言語の共通祖語。言語学者であるランサムはこれを分析することで各惑星の住民と会話できる。
- NICE - 科学者らによる研究機関。実態は地方自治権や独自の警察を有し国家内国家のような独自の閉鎖的コミュニティと化している。

## シリーズ一覧
安定した邦題はないが筑摩書房のものが暫定的によく使われる。
- マラカンドラ 沈黙の惑星を離れて （Out of the Silent Planet, 1938）
  - 『沈黙せる遊星』大原竜子 訳　元々社　最新科学小説全集　1957年
  - 『沈黙の惑星より』中村能三 訳　早川書房　1970年
  - 『沈黙の惑星を離れて―マラカンドラ・火星編』中村妙子 訳　奇想天外社　1979年7月
  - 『マラカンドラ―沈黙の惑星を離れて』中村妙子 訳　筑摩書房　ちくま文庫　1987年3月（奇想天外社の改題）
  - 『沈黙の惑星を離れて―マラカンドラ・火星編』中村妙子 訳　原書房　2001年12月（奇想天外社の新装版）
- ペレランドラ ヴィーナスへの旅 （Perelandra, 1943）
  - 『金星への旅』中村妙子 訳　奇想天外社　1979年2月
  - 『ペレランドラ―金星への旅』中村妙子 訳　筑摩書房　ちくま文庫　1987年4月（奇想天外社の改題）
  - 『ヴィーナスへの旅―ペレランドラ・金星編』中村妙子 訳　原書房　2001年12月（奇想天外社の新装版）
- サルカンドラ いまわしき砦の戦い （The Hideous Strength, 1945）
  - 『かの忌わしき砦』西村徹・中村妙子 訳　奇想天外社　1980年1月
  - 『サルカンドラ―かの忌わしき砦』中村妙子・西村徹 共訳　筑摩書房　ちくま文庫　1987年5月（奇想天外社の改題）
  - 『いまわしき砦の戦い―サルカンドラ・地球編』中村妙子・西村徹 訳　原書房　2002年2月（奇想天外社の新装版）